# Кагуас
Кагуас (ісп. Caguas, МФА: [ˈkaɣwas]) — муніципалітет Пуерто-Рико, острівної території у складі США. Заснований 1 січня 1775 року.

## Географія
Площа суходолу муніципалітету складає 152 км² (18-е місце за цим показником серед 78 муніципалітетів Пуерто-Рико).

## Демографія
Станом на 2010 рік на території муніципалітету мешкало 142 893 ос.
Динаміка чисельності населення:

## Релігія
- Центр Кагуаської діоцезії Католицької церкви.

## Населені пункти
Найбільші населені пункти муніципалітету Кагуас:
| Населений пункт          | Статус | Населення :   | Населення :   | Населення :   |
| Населений пункт          | Статус | на 01.04.1990 | на 01.04.2000 | на 01.04.2010 |
| ------------------------ | ------ | ------------- | ------------- | ------------- |
| Байроа-Ла-В'єнтісінко    | Селище | н/д           | н/д           | 399           |
| Кагуас                   | Місто  | 92 429        | 88 680        | 82 243        |
| Асіенда-Сан-Хосе         | Селище | н/д           | н/д           | 3 531         |
| Ла-Ліга                  | Селище | н/д           | н/д           | 281           |
| Лас-Каролінас (Байроа)   | Селище | 2 324         | 2 365         | 2 570         |
| Лос-Панес                | Селище | н/д           | н/д           | 267           |
| Лос-Прадос               | Селище | н/д           | н/д           | 2 129         |
| Парселас-В'єхас-Борінкен | Селище | н/д           | н/д           | 677           |